# Micrura nebulosa
Micrura nebulosa är en djurart som tillhör fylumet slemmaskar, och som beskrevs av Ernest F. Coe 1905. Micrura nebulosa ingår i släktet Micrura och familjen Lineidae. Inga underarter finns listade i Catalogue of Life.